# European Grand Masters
European Grand Masters — пригласительный снукерный турнир, проходивший только один раз — в сезоне 1990/91 годов в Монако.
В турнире принимали участие восемь игроков, из которых четверо (Рэй Риардон, Терри Гриффитс, Клифф Торбурн и Джон Спенсер) представляли «уходящее» поколение, а остальные (Джеймс Уоттана, Найджел Бонд, Мартин Кларк и Даррен Морган) были молодыми и перспективными снукеристами. Игры начинались с четвертьфинала (по системе нокаут-раунда). Большинство матчей закончилось в пользу молодого поколения, однако Джеймс Уоттана неожиданно проиграл Рэю Риардону, который, обыграв впоследствии и Найджела Бонда, вышел в финал.

## Победители
| Место проведения | Сезон   | Победитель   | Финалист    | Счёт | Приз победителю |
| ---------------- | ------- | ------------ | ----------- | ---- | --------------- |
| Монте-Карло      | 1990/91 | Мартин Кларк | Рэй Риардон | 3:0  | £ 6 000         |